# إروينتون
إروينتون (بالإنجليزية: Irwinton, Georgia) هي مدينة تقع في مقاطعة ويلكينسون، جورجيا بولاية جورجيا في الولايات المتحدة. تبلغ مساحة هذه المدينة 8.2 (كم²)، وترتفع عن سطح البحر 136 م، بلغ عدد سكانها 583 نسمة في عام 2010 حسب إحصاء مكتب تعداد الولايات المتحدة.

## أعلام
- ترافيس جونز

## وصلات خارجية
- Cities & Counties - Georgia.gov